# Balthasaria schliebenii
Balthasaria schliebenii là một loài thực vật thuộc họ Theaceae. Loài này có ở Cộng hòa Dân chủ Congo, Rwanda, và Tanzania.